# Lost in Your Eyes
Lost in Your Eyes è un singolo della cantautrice statunitense Debbie Gibson, pubblicato nel 1988 ed estratto dal suo secondo album in studio Electric Youth.

## Tracce
- 7"

1. Lost in Your Eyes
2. Silence Speaks (A Thousand Words) (Acoustic Mix)

## Classifiche
| Classifica (1988) | Posizione massima |
| ----------------- | ----------------- |
| Stati Uniti       | 1                 |